# Gotenba

Steagul oraşului

Gotenba (藤枝市 Gotenba-shi?), sau Gotemba, este un municipiu din Japonia, prefectura Shizuoka.